# India Song
India Song è un film del 1975 diretto da Marguerite Duras.

## Trama
Delle voci "intemporali" evocano la vita di Anne-Marie Stretter, moglie dell'ambasciatore francese nell'India britannica degli anni trenta. Nella prima parte del film, le voci raccontano del suo primo matrimonio e della fuga con colui che sarà il suo secondo marito; nella seconda parte, viene messo in scena un ricevimento all'Ambasciata di Francia a Calcutta, durante il quale il viceconsole di Francia a Lahore le urla il suo amore nel bel mezzo della serata; la terza e ultima parte si situa nelle isole all'imbocco del fiume Gange.

## Produzione
La particolarità del film è la desincronizzazione tra ciò che Duras chiama «il film delle voci» e «il film delle immagini». I personaggi non parlano mai in sincrono e le loro parole non sono accompagnate da alcun movimento delle labbra. «India Song potrebbe essere considerato come ciò che oggi è noto come cinema lento, sebbene il termine non fosse ancora stato inventato nel 1975. Ciò che è certo è che non c'è nulla di casuale in tutto questo; tutto nel film è abbastanza pianificato e deliberato. Duras ha prodotto prima la colonna sonora e poi ha girato le immagini per accompagnarla; questa è una procedura che non viene quasi mai utilizzata nel cinema (di solito le immagini vengono prima e la colonna sonora è calibrata per adattarsi alla traccia dell'immagine). (I video musicali, che non esistevano ancora nel 1975, sono l'unica forma contemporanea in cui le immagini sono abbinate a suoni preesistenti, invece del contrario)».
Girato nel 1974, benché ambientato a Calcutta, gli esterni del film sono stati girati a Boulogne-Billancourt, nella banlieue di Parigi, e più precisamente al castello Rothschild.

## Accoglienza

### Critica
È stato scritto che partendo dal film Détruire, dit-elle la regista fa un «tentativo un po' macchinoso di rompere gli schemi narrativi e di inventare un personale linguaggio cinematografico» e «che i successivi Jaune le soleil, Nathalie Granger, India song, Baxter, Vera Baxter e Le camion non faranno che modificare e perfezionare fino a raggiungere, specie negli ultimi film, una sicurezza strutturale di grande originalità e interesse».